# Чимабуе
Чимабуе (пуно име: Чени ди Пепо Чимабуе, итал. Cenni di Pepo (Giovanni) Cimabue; 1240 — 1302) је италијански сликар и аутор мозаика из епохе готике. 
Чимабуе је био најцењенији фирентински сликар свога времена. Сматра се за последњег великог сликара који је стварао у маниру византијског сликарства. Полазећи од византијских дводимензионалних и стилизованих ликова, Чимабуе их је сликао у природнијим размерама и бојама. 
Његов ученик Ђото, био је један од првих великих уметника и претходник италијанске Ренесансе.

## Живот и дело
Према биографији ренесансних уметника и архитеката као Ђорђија Васарија Чимабуе је потицао из племићке породице. Као млад је похађао школу код доминиканаца у цркви Санта Марија Новеле где су радили византијски сликари. Чимабуе је бежао из школе и по целе дане је посматрао сликаре и тако је његов отац и сликари видели да би требало да учи сликарство. То је у ствари само легенда јер у време када је црква осликавана Чимабуе је био већ славан сликар у Фиренци. Византијско сликарство је упознао у Баптистеријуму сент Ђовани.
Од његових дела се није много очувало
Фреске у горњој цркви базилике Св. Фрање у Асизиу, Фиренца а најпознатија је ипак Мадона на трону са анђелима.
Хијерахичност фигура ове слике има много заједничког са византијском уметношћу али продуховљеност лица је већ нови моменат у готском сликарству. Познати лик Св. Фрање је утицала на многе ликове у сликарству наилазећих доба.
Код рада на базилици у Асису је Чимабуе сусрео сликара Пиетра Кавалинија који је такође радио у овој цркви који га је подучавао о Римском сликарству и који је утицао на њега.
Једно од најпознатијих Чимабуеових дела је слика Мајеста коју је на дасци насликао 1280. године за велики олтар Фирентинске цркве Сент Тринита. Позната његова слика је Распеће из цркве Санта Кроче у Фиренци који је недавно оштећен у поплави.